# Dominik Peckenstorfer

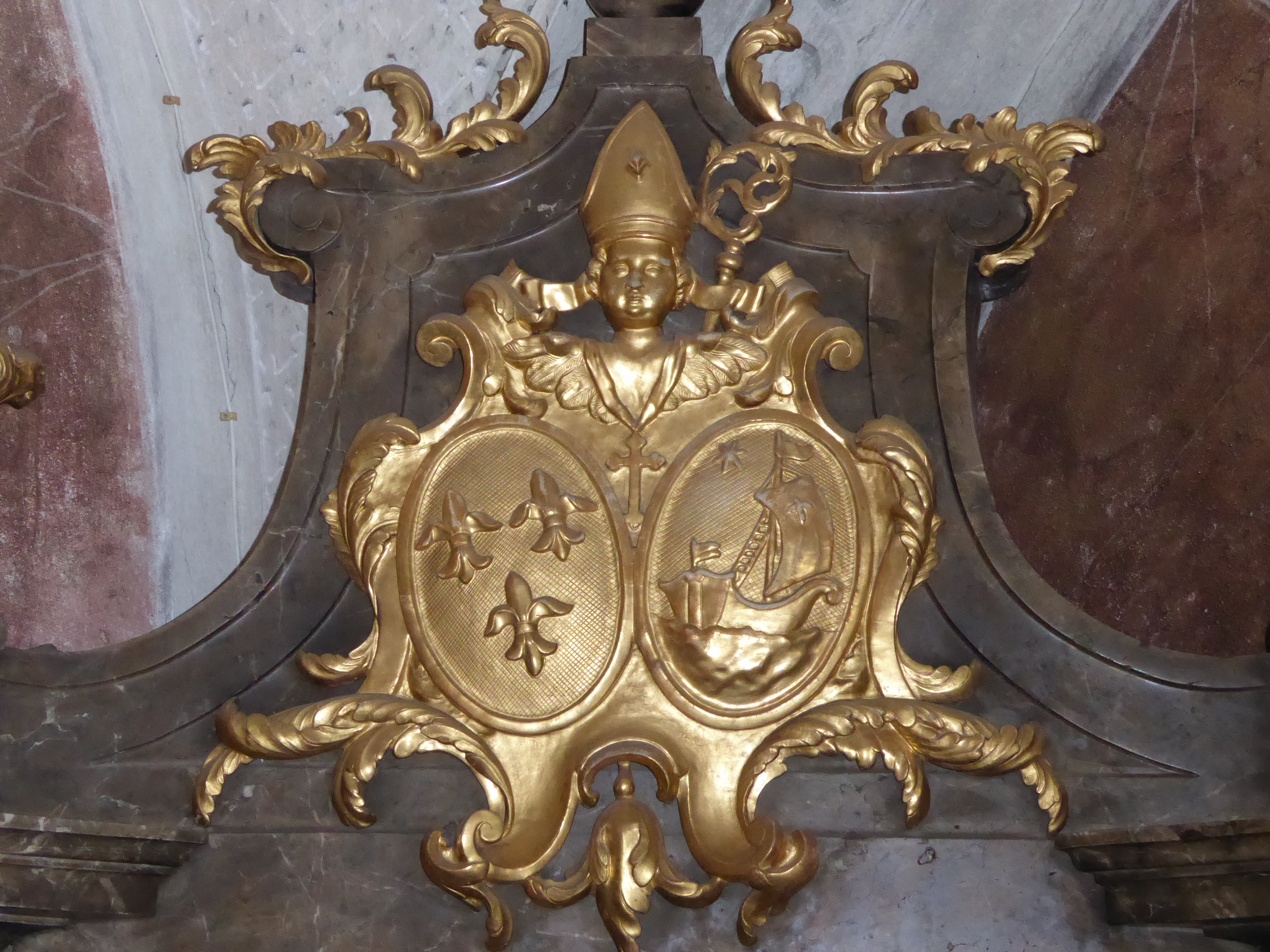
Wappen von Abt Dominik Peckenstorfer an einem Lavabo in Maria Langegg

Dominik Peckenstorfer (* 16. Juli 1705 in Purgstall an der Erlauf; † 23. September 1786 in Lilienfeld) war ein österreichischer Geistlicher, Zisterzienser und von 1747 bis 1786 der 52. Abt des Stiftes Lilienfeld. Er war der letzte Abt des Stiftes vor der Aufhebung.

## Vor der Abtwahl
Johann Jakob Peckenstorfer wurde am 16. Juli 1705 in Purgstall an der Erlauf geboren. Er trat 1726 in das Stift Lilienfeld ein, wo er den Ordensnamen Dominik erhielt und legte am 1. November 1727 die Profess ab. Danach studierte er Philosophie und Theologie in Wien. Am 10. April 1730 empfing er die Priesterweihe.
Im Kloster bekleidete er daraufhin verschiedene Ämter, darunter Sakristeidirektor von 1732 bis 1737, Novizenmeister 1738 und Präses der Erzbruderschaft des hl. Josef 1732 bis 1740. Unmittelbar vor seiner Wahl war er seit 1746 Administrator am Annaberg (Niederösterreich).

## Abt des Stiftes Lilienfeld
Nachdem Abt Chrysostomus Wieser (1716–1747) verstorben war, wurde im Stift Lilienfeld eine Abtwahl abgehalten. In dieser wurde am 16. Mai 1747 P. Dominik Peckenstorfer zum Abt gewählt und am 21. Mai benediziert.
Aufbauend auf der guten Wirtschaftsführung seines Amtsvorgängers konnte Abt Dominik die wirtschaftlichen Möglichkeiten des Stiftes weiter ausbauen. Sein Versuch am Annaberg Silber zu schürfen schlug jedoch fehl, ein Gipsabbau war äußerst ertragreich.
Abt Dominik begann weiters einige bauliche Maßnahmen im Stift und in den Pfarren. So wurde in der Stiftskirche eine neue Orgel (von Ignaz Gatto) errichtet und die Josephskapelle innen restauriert. Viele Pfarren wurden neu errichtet und mussten daher mit Seelsorgseinrichtungen versehen werden. Darunter sind Loiwein 1783, Unterdürnbach 1784 oder Lehenrotte 1785 zu nennen.
Die massive Aufstockung der pfarrlichen Seelsorge ist der Politik Kaiser Josephs II. (1765–1790) geschuldet. Dieser versuchte die kontemplativen Elemente der Klöster zu beseitigen.
Wichtige bauliche Maßnahmen waren weiters die Renovierung von Schloss Unterdürnbach 1747 – 1757, von Klostermarienberg 1755 – 1765 und der Neubau des Hauses in Wien 1768 – 1773, wo der Abt auch sehr extravagant Hof hielt.
Diese rege Bautätigkeit des Abtes, aber auch Naturkatastrophen, welche zu großen wirtschaftlichen Einbußen führten, blieben nicht ohne Konsequenzen und mündeten in hohen finanziellen Belastungen und einer Schuldenkumulation des Stiftes. Daher wurde Abt Dominik 1785 vom Kapitel gezwungen, die Wirtschaftsführung an zwei Patres abzugeben.
Daraufhin ließ der Staat eine Prüfung der Verhältnisse im Stift durchführen und zwang nach der Fertigstellung des Berichts dieser Prüfung den Abt zur Abdankung. Am 20. Mai 1785 wurde daher P. Joseph Markl zum regierenden Prior gewählt, obwohl erst am 18. Februar 1786 offiziell resignierte. Danach wurde der Melker Prior P. Maximilian Stadler als Kommendatarabt eingesetzt und das Stift Lilienfeld für die Aufhebung vorbereitet.
Abt Dominik Peckenstorfer starb am 23. September 1786 und wurde von Kommendatarabt Maximilian Stadler auf dem Lilienfelder Friedhof in einem Erdgrab beigesetzt.